# Makor rišon
Makor rišon (hebrejsky: מקור ראשון, doslova První zdroj) je hebrejský psaný deník vycházející v Izraeli od roku 1997.
První číslo se objevilo v červenci 1997. List se definuje jako sionistický a jeho založení mělo být snahou narušit dosavadní jednostrannou orientaci izraelského tisku. List byl od počátku kritický k mírovému procesu s Palestinci započatému dohodou z Osla. Deník se obsáhle věnoval jednostrannému stažení z pásma Gazy a velký prostor věnuje zpravodajství z Judeje a Samařska (Západní břeh Jordánu). Podle údajů samotného deníku přesahuje jeho čtenářská obec 150 000 lidí. List provozuje také internetovou verzi. Jeho šéfredaktorem je Amnon Lord, bývalý mírový aktivista z hnutí Šalom achšav, který později získal odmítavý postoj k průběhu mírového procesu.